# Obrež (Pećinci)
Obrež (srbsky Обреж) je vesnice v severozápadní části Srbska, v autonomní oblasti Vojvodina administrativně spadající pod opštinu Pećinci. Vesnice se nachází v rovinaté krajině na rozhraní intenzivně zemědělsky obdělávané krajiny a lužního lesa při řece Sávě. V roce 2011 zde žilo 1308 obyvatel, počet obyvatel vsi od roku 1961 relativně stagnuje.
Z národnostního hlediska je obyvatelstvo v drtivé většině srbské národnosti. Mezi národnostními menšinami je zastoupena především národnost romská (přes 3 %).
Nejstarší písemná zmínka o vesnici je ze 16. století. Během válek s Turky byla vesnice několikrát spálena. V čase rekolonizace dolních Uher sem byli mimo jiné pozváni Němci, kteří se zde usídlili a žili až do druhé světové války. Měli zde vlastní kostel i školu.
Vesnice je obklopena lesy a slepým ramenem řeky Tisy. Na nedalekém bývalém ostrově, který pokrývá lužní les, se nachází přírodní rezervace s názvem Obedska bara. Vesnice má také svůj pravoslavný kostel (Proměnění Páně), poštovní úřad a fotbalové hřiště.